# Loewy (Mondkrater)
Loewy ist ein 22 km großer Einschlagkrater im Südwesten der Mondvorderseite am östlichen Rand des Mare Humorum, südwestlich des größeren Kraters Agatharchides und nordwestlich von Hippalus.
Der Kraterrand ist erodiert, das Innere von den Laven des Mare überflutet. Im Südwesten ist der Krater zur Ebene des Mare hin geöffnet.
| Buchstabe | Position           | Durchmesser | Link |
| --------- | ------------------ | ----------- | ---- |
| A         | 22,34° S, 32,6° W  | 7 km        |      |
| B         | 23,21° S, 33,02° W | 4 km        |      |
| G         | 23,09° S, 32,13° W | 4 km        |      |
| H         | 22,79° S, 32,03° W | 5 km        |      |

Der Krater wurde 1935 von der IAU offiziell nach dem französischen Astronomen Maurice Loewy benannt, dem Hauptautor des Pariser Mondatlas von 1896 und 1910.
Der nach dem Zweitautor benannte, gleich große Mondkrater Puiseux liegt am gegenüberliegenden Rand des Mare Humorum.